# Primeira do Itaim Paulista
O GRCES Primeira do Itaim Paulista foi uma escola de samba da cidade de São Paulo.

## Carnavais
| Ano  | Colocação       | Grupo | Enredo                                                                                           | Carnavalesco | Ref.   |
| ---- | --------------- | ----- | ------------------------------------------------------------------------------------------------ | ------------ | ------ |
| 1975 | 10º Lugar       | 3     | Retrato do Brasil                                                                                |              | [ 2 ]  |
| 1976 | 1º Lugar        | 3     | O Menino de Palmares                                                                             |              | [ 3 ]  |
| 1977 | 8º Lugar        | 2     | Caleidoscópio de Glórias                                                                         |              | [ 4 ]  |
| 1978 | 11º Lugar       | 2     | Festa na Roça - Homenagem a Tonico e Tinoco                                                      |              | [ 5 ]  |
| 1979 | 10º Lugar       | 3     | Aquarela de Ari Barroso                                                                          |              | [ 6 ]  |
| 1980 | 7º Lugar        | 3     | Brasil Romântico                                                                                 |              | [ 7 ]  |
| 1981 | 2º Lugar        | 3     | O Zodíaco                                                                                        |              | [ 8 ]  |
| 1982 | Desclassificada | 2     | Fantástico Mundo de Sonhos e Ilusões - O Cassino                                                 |              | [ 9 ]  |
| 1983 | 2º Lugar        | 3     | Nascer e Renascer                                                                                |              | [ 10 ] |
| 1984 | 7º Lugar        | 2     | Maracatucá - Coroação de um Rei Negro                                                            |              | [ 11 ] |
| 1985 | 8º Lugar        | 2     | Deuses da Natureza, Da Fantasia à Realidade                                                      |              | [ 12 ] |
| 1986 | 3º Lugar        | 2     | Na Dança do Negro, A Festa do Povo                                                               |              | [ 13 ] |
| 1987 | 8º Lugar        | 2     | Dez Anos de Fantasia                                                                             |              | [ 14 ] |
| 1988 | 3º Lugar        | 1     | Abolição: Ano Zero                                                                               |              | [ 15 ] |
| 1989 | 10º Lugar       | 1     | O Sol da Liberdade                                                                               |              | [ 16 ] |
| 1990 | 2º Lugar        | 2     | Páginas de Glórias                                                                               |              | [ 17 ] |
| 1991 | 9º Lugar        | 1     | São Luiz, Seu Folclore, Sua Arte                                                                 |              | [ 18 ] |
| 1992 | 6º Lugar        | 2     | Ouro e Prata, Parabéns a Você (Uma Homenagem a Todas as Alas de Baianas e Baterias de São Paulo) |              | [ 19 ] |
| 1993 | 10º Lugar       | 2     | Sua Majestade o Livro                                                                            |              | [ 20 ] |
| 1994 | 1º Lugar        | 3     | Ossâim, O Bailar das Folhas                                                                      |              | [ 21 ] |
| 1995 | 11º Lugar       | 2     | A Magia da Lua                                                                                   |              | [ 22 ] |